# レモンマートル
レモンマートル（英語: lemon myrtle、学名: Backhousia citriodora）はフトモモ科バクホウシア属の植物で、オーストラリアのクイーンズランド州の亜熱帯の多雨林に自生する。

## 成長

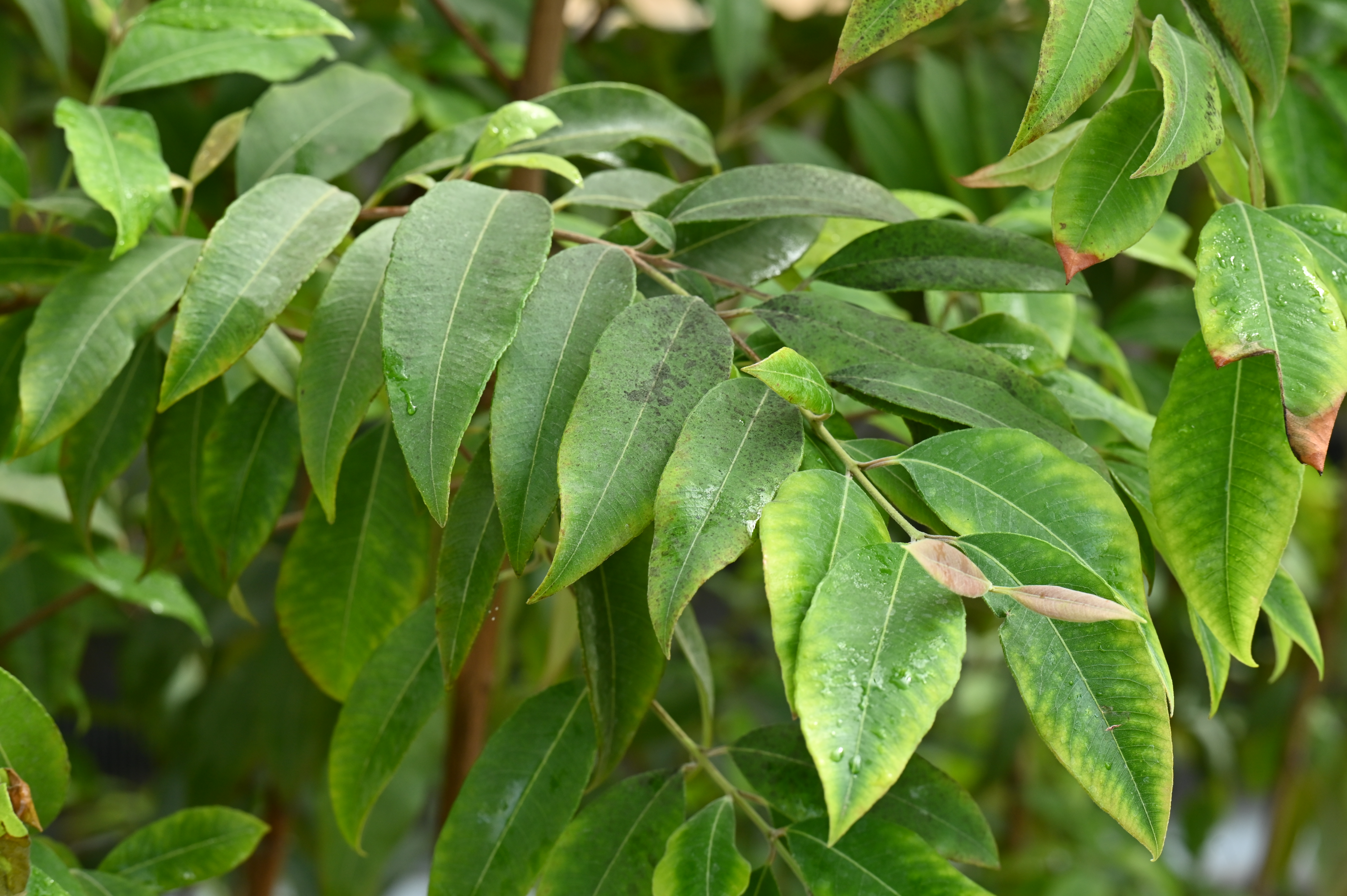
芳香があるレモンマートルの葉（水戸市植物公園）

高さは20 mにも及ぶが、それより小さい事も少なくない。葉は常緑の対称形で、長さ5-12 cm、幅1.5-2.5 cm、光沢のある緑色の全縁である。花は乳白色で、直径5-7 mm、夏から秋にかけて枝先にクラスタを形成し、萼から花びらが落ちた後も存続し続ける。

## 語源
Backhousia citriodoraは、1853年にイギリスの植物学者 ジェイムズ・バックハウスによって名付けられた。種小名（種形容語）citriodora は「レモンの香りのする」の意味である。レモンセンテッドマートルが当初の一般名であったが、後に現地の伝統食品産業が、商品化の際「レモンマートル」と命名したことで現在の一般名となる。
レモンマートルはしばしばレモンユーカリと混同される。

## 化学種
レモンマートルには精油成分に関して2種の化学種（ケモタイプ）が存在する。
- シトラール種はより一般的に流通しており、香味料や精油の原料として栽培されている。葉からの精油の収油率は水蒸気蒸留法により1 - 3%に及び、その90 - 98%相当がシトラールであるため、最上位の自然なシトラール源である。
- シトロネラール種は希少で、昆虫忌避効果がある[3]。

## 利用
オーストラリアの先住民族は、古くからレモンマートルを料理や薬に利用してきた。シトラールの純度は、通常、レモングラスのそれよりも優れていて、シトラール種のレモングラスやリトセアより、香りにくすみがなく甘美である。

### 料理

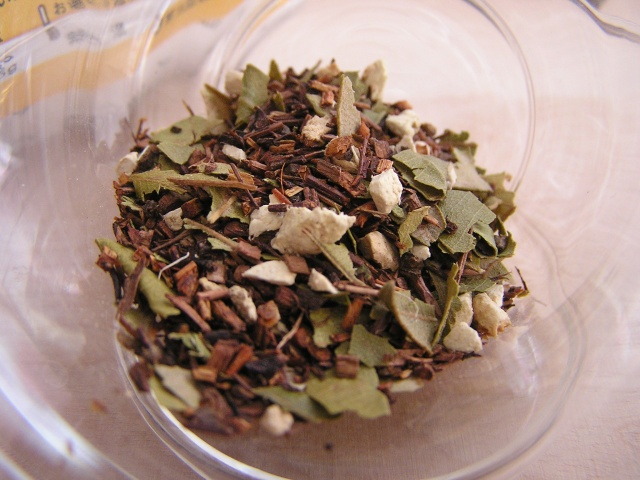
レモンマートルを用いたハーブティーの例

レモンマートルは既知のブッシュ・タッカーの香料として、しばしば“レモンハーブの女王”として用いられ、その新芽には甘味もある。葉は乾燥して砕いて用いるか、あるいはカプセルにして芳香を長持ちさせる。砕いたレモンマートルはショートブレッド、パスタ、焼き魚、マカダミア、ドレッシング、茶などに用いられる。また、レモン果汁では問題となる酸味について考慮しなくて良いことから、乳製品の着香剤として、チーズケーキ、アイスクリーム、シャーベットにも用いられる。

### 抗菌・抗真菌性
レモンマートルの精油には抗菌性がある。原液ではHep G2細胞と、ヒトの皮膚線維芽細胞に対して毒性が確認されている。およそ1%に希釈すれば、肌とその内部へ浸透することによるダメージは小さくなる。伝染性軟属腫を患った小児患者31人に10%希釈のレモンマートル油、あるいは賦形剤としてオリーブオイルを3週間、1日1回局所塗布し臨床を行った。9/16の患者に90%以上の疾患の改善が見られた。また、プラセボグループにおいては同結果が現れたのは、0/16である。なお、いかなる副作用も報告されていない。13種の細菌と8種類の真菌において、シトラール原液やティーツリーを含む他の4種の抗菌・抗真菌精油との対比で、レモンマートルは他を著しく凌駕した。この研究から、殺菌、表面消毒、自然な抗菌食品添加物などの利用が可能であることがわかる。この油は一般的な健康増進と清浄製品の原料として、特に石鹸、ローション、シャンプーに用いられる。

## 栽培
レモンマートルは観葉植物として栽培される。熱帯の温暖な地で育ち、寒冷な土地では若いうちは寒さから保護する必要がある。5 mを超え、密集した林冠を形成する。園芸家たちは木に咲く花や葉から漂うレモン香を楽しむ。レモンマートルは丈夫な植物で、土壌の水分の欠乏に耐えられる。成長はゆっくりだが、次第によい土壌を作る。
レモンマートルの苗木は低木で、幹が聳え立つまではゆっくりと育つ。成長したならば切断する。切断して増やされたものは商業製品として用いられる。
プランテーションにおいては一般的な農作物としては上と横をメンテナンスし常に低木となる様に栽培される。商業的プランテーションにおいては機械化されている。樹木の健康の為にも枝を低く保つ事は重要である。収穫された葉は乾燥され、香辛料として、または蒸留して精油にする。
商業的なレモンマートルは主にオーストラリアのクイーンズランド州とニューサウスウェールズ州の北の海岸で栽培される。

## レモンマートル利用の歴史
- 1788年以前 - アボリジニによりレモンマートルが香料及び薬として用いられる。
- 1853年 - 植物学者のフェルディナント・フォン・ミュラー（Ferdinand von Mueller）により学名を Backhousia citriodora と名付けられた。属名は友人であったクエーカー教徒の伝道者にして植物学者であるJames Backhouseに由来する。
- 1888年 - バートラム（Bertram）らがレモンマートル油からシトラールを単離[10]。
- 1900年代 - 1920年代 - クイーンズランドのユーマンディでレモンマートルの蒸留が小規模で商業的に行われる。
- 1920年代 - シドニーのTechnological MuseumのA.R.ペンフォールド（A.R.Penfold）、R.グラント（R.Grant）らにより、レモンマートル油の水蒸気蒸留が行われ、抗菌性が解明される。
- 1940年代 - 第二次世界大戦の間、タラックス社（Tarax Co.）がレモンマートル油をレモン香料として用いる。
- 1950年代 - JR・アーチボルトによりクイーンズランドのミリアムバール（Miriam Vale）とマリーボロー（Maryborough）の低木の領域において幾許かの油製品が出荷されるも[11]、小規模な工業は緩やかに衰退した。
- 1989年 - ウォロンバー農業試験場（Wollongbar Agricultural Institute）のエッセンシャルオイル部門のイアン・サウスウェル博士（Dr.Ian Southwell）の研究室と大自然食品株式会社（Wildnerness Foods Pty Ltd）のペーター・ハードウィック（Peter Hardwick）によるレモンマートルのガスクロマトグラフィー分析により、レモンマートルの香辛料と商業価値が解明される。
- 1990年 – ラッセル（Russel）とシャロン・コスティン（Sharon Costin）によるリンピンウッド庭園（Limpinwood Gardens）と奥地食事供給株式会社（Bush Tucker Supply Pty Ltd）のヴィク・チェリコフ（Vic Cherikoff）により、飲食店と食品製造業者にレモンマートルが乾燥した葉として供給される。
- 1991年 - トーナ・エッセンシャルオイル株式会社（Toona Essential Oils Pty Ltd）のデニス・アーチャー（Dennis Archer）とローズマリー・カレン-アーチャー（Rosemary Cullen-Archer）によりレモンマートルのプランテーションが開始される。1993年にはレモンマートル油がプランテーション製品として商業的に供給された。
- 1997年 - クイーンズランドの北でオーストラリア天然レモンマートル株式会社（Australian Native Lemon Myrtle Ltd.）によりレモンマートルの大規模プランテーションが開始される。
- 1990年代以降 – 国際的な枠組みによる香料、化粧品、抗菌剤製品のレモンマートルの供給が開始され、手軽にレモンマートル製品が入手できるようになる。
- 2004年 - トーナ・エッセンシャルオイル株式会社によりレモンマートルに関するの研究論文がまとめられる。
- 2008年 - レモンマートルがロンドンで売れていると著名なテレビ番組の『Pukka』に取り上げられた。